# زراعة متحركة

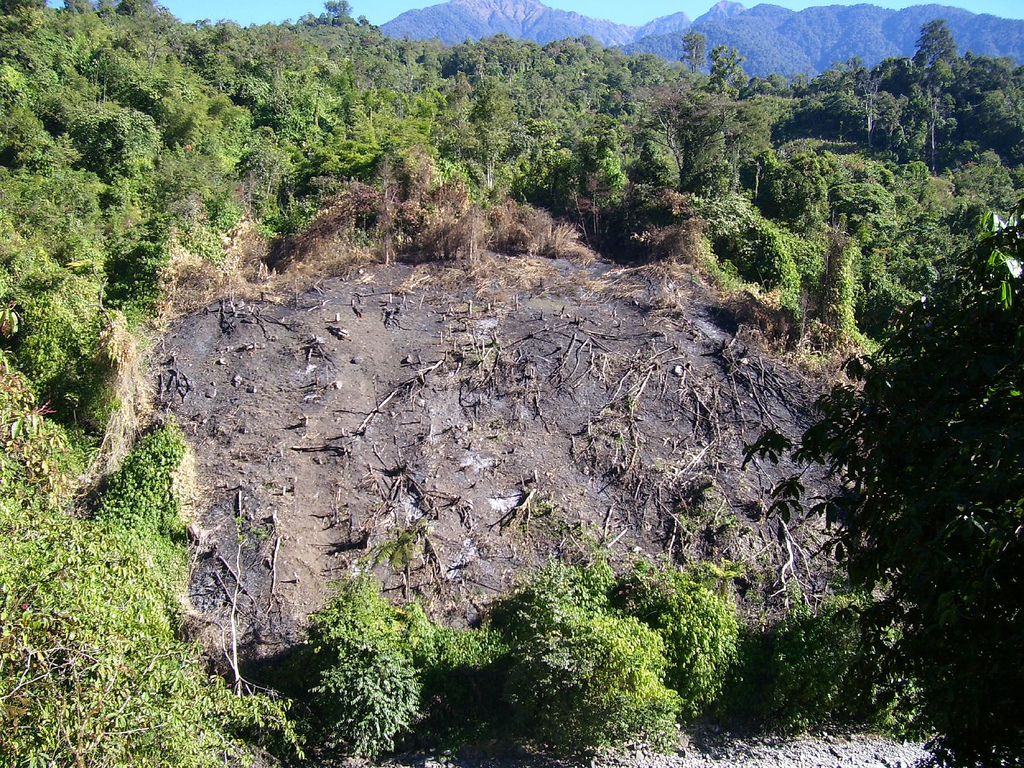

الزراعة المتحركة (بالإنجليزية: Shifting cultivation)‏، هو نظام زراعي مؤقت بحيث تزرع قطعة أرض ثم يُتخلي عنها لتعود إلى النباتات الطبيعية. ينتقل المزارع إلى أرض أخرى عندما تظهر علامات الإرهاق على التربة.